# Якутіно (Владимирська область)
Якутіно (рос. Якутино) — присілок у Гороховецькому районі Владимирської області Російської Федерації.
Входить до складу муніципального утворення Денисовське сільське поселення. Населення становить 17 осіб (2010).

## Історія
Присілок розташований на землях фіно-угорського народу мещери.
Від 10 квітня 1929 року належить до Гороховецького району. Спочатку у складі Івановської промислової області, а від 1944 року — Владимирської області.
Згідно із законом від 13 травня 2005 року входить до складу муніципального утворення Денисовське сільське поселення.

## Населення
| 1859 | 1905 | 1926 | 2002 | 2010 |
| ---- | ---- | ---- | ---- | ---- |
| 52   | ↗195 | ↗296 | ↘19  | ↘17  |